# Викториат

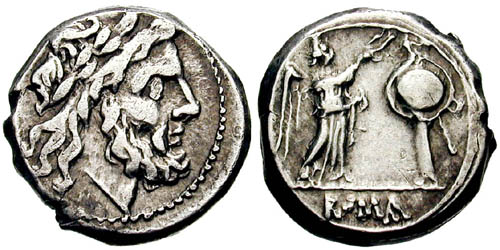
Викториат

Викториат (лат. victoriatus) — серебряная римская монета. Была в ходу во времена Римской республики (около 221—170 г. до н. э.). На аверсе монеты изображён Юпитер. Название монеты происходит от изображения богини Виктории на реверсе.
Монету начали чеканить немного раньше денария. Её стоимость соответствовала ¾ денария или 7½ асса. Вес составлял 3,4 грамма, или 3 скрупула. Монета была в обороте чаще всего за пределами Рима. Викториат был очень популярен у торговцев, особенно в Иллирии. Содержание серебра в ней соответствовало половине греческой дидрахмы, которая часто была в обращении на юге Италии и Сицилии.
Предполагают, что её эквивалент должен был соответствовать простой драхме, которой платили наёмным солдатам. Викториат выдавали солдатам командиры на поле битвы, что определённым образом соответствовало изображению на реверсе монеты. Он не имел обычного для римских монет обозначения — X, V или IIS, как денарии, квинарии или сестерции, поэтому допускают его использование только для внешнего назначения.